# Irlandia Północna na Igrzyskach Imperium Brytyjskiego i Wspólnoty Brytyjskiej 1954
Irlandia Północna wystartowała na Igrzyskach Imperium Brytyjskiego i Wspólnoty Brytyjskiej w 1954 roku w Vancouver jako jedna z 24 reprezentacji. Była to piąta edycja tej imprezy sportowej oraz trzeci start zawodników z tego kraju. Zawodnicy irlandzcy startowali w lekkoatletyce, pływaniu i grze w bowls. Zdobyli trzy medale – dwa złote i jeden srebrny, tym samym uplasowując się na dziewiątym miejscy w klasyfikacji medalowej.

## Medale
| Dyscyplina    | Złoto | Srebro | Brąz | Razem |
| ------------- | ----- | ------ | ---- | ----- |
| Lekkoatletyka | 1     | 1      | –    | 2     |
| Bowls         | 1     | –      | –    | 1     |

### Medaliści
- Thelma Hopkins – skok wzwyż kobiet (lekkoatletyka)
- Percy T. Watson i William J. Rosbotham – turniej par męskich (bowls)
- Thelma Hopkins – skok w dal kobiet (lekkoatletyka)

## Skład reprezentacji
Bowls
Mężczyźni:
- Percy T. Watson i William J. Rosbotham – turniej par męskich (1. miejsce)

 Lekkoatletyka
Kobiety:
- Thelma Hopkins – bieg na 80 metrów przez płotki (4. w swoim biegu eliminacyjnym), skok wzwyż (1. miejsce), rzut oszczepem (nie zaliczyła żadnej odległości), skok w dal (2. miejsce)

Mężczyźni:
- Robert Crossen – bieg maratoński (6. miejsce)
- Kevin Edward Flanagan – rzut oszczepem (7. miejsce), pchnięcie kulą (nie zaliczył żadnej odległości)
- James Lally – rzut dyskiem (nie zaliczył żadnej odległości), rzut młotem (7. miejsce)
- Victor I. Milligan – bieg na 880 jardów (nie ukończył), bieg na 1 milę (4. miejsce)

 Pływanie
Kobiety:
- J. Osborough – 110 jardów stylem dowolnym (5. w swoim wyścigu eliminacyjnym), 440 jardów stylem dowolnym (5. w swoim wyścigu eliminacyjnym)

Mężczyźni:
- William Devlin – 110 jardów stylem grzbietowym (4. w swoim wyścigu eliminacyjnym), sztafeta 4 × 330 jardów stylem ziennym (6. miejsce)
- David Fletcher – 220 jardów stylem klasycznym (5. w swoim wyścigu eliminacyjnym), sztafeta 4 × 330 jardów stylem ziennym (6. miejsce)
- Derek Laverty – 440 jardów stylem dowolnym (4. w swoim wyścigu eliminacyjnym), 1650 jardów stylem dowolnym (5. w swoim wyścigu eliminacyjnym), sztafeta 4 × 330 jardów stylem zmiennym (6. miejsce)